# Never Back Down (Novastar)
Never Back Down è un singolo del gruppo musicale belga-olandese Novastar, pubblicato il 26 marzo 2004 come primo estratto dal secondo album in studio Another Lonely Soul.

## Descrizione
Il brano ha riscosso un grande successo nell'estate 2006, ed ha anche partecipato al Festivalbar di quell'estate.

## Video musicale
Il video è stato rilasciato il 15 maggio 2006 ed è stato girato nella piscina termale di Seljavallalaug (Islanda).

## Classifiche
| Classifica (2004-06) | Posizione massima |
| -------------------- | ----------------- |
| Belgio (Fiandre)     | 28                |
| Italia               | 30                |
| Paesi Bassi          | 84                |